# Formula 1 – sezona 1994.
| FIA Svjetsko prvenstvo Formule 1 1994. | FIA Svjetsko prvenstvo Formule 1 1994. |
|                                        | Prvak                                  |
| -------------------------------------- | -------------------------------------- |
| Vozač                                  | Michael Schumacher (Benetton-Ford)     |
| Konstruktor                            | Williams-Renault                       |
| Prethodna sezona                       | Sljedeća sezona                        |
| 1993.                                  | 1995.                                  |

Formula 1 – sezona 1994. je bila 45. sezona u prvenstvu Formule 1. Vozilo se 16 utrka u periodu od 27. ožujka do 13. studenog 1994. godine. Svjetski prvak po prvi puta je postao Michael Schumacher, a konstruktorski prvak Williams-Renault. Ovo je bila prva sezona u Formuli 1 za Davida Coultharda i Heinza-Haralda Frentzena, a posljednja za Ayrtona Sennu.

## Vozači i konstruktori
| Konstruktor / Momčad                            | Šasija         | Motor                           | Gume | Broj | Vozači                 | Utrke       |
| ----------------------------------------------- | -------------- | ------------------------------- | ---- | ---- | ---------------------- | ----------- |
| Williams-Renault Rothmans Williams Renault      | Williams FW16  | Renault RS6 V10 3.5             | G    | 0    | Damon Hill             | 1-8         |
| Williams-Renault Rothmans Williams Renault      | Williams FW16  | Renault RS6 V10 3.5             | G    | 2    | Ayrton Senna           | 1-3         |
| Williams-Renault Rothmans Williams Renault      | Williams FW16  | Renault RS6 V10 3.5             | G    | 2    | David Coulthard        | 5-6, 8      |
| Williams-Renault Rothmans Williams Renault      | Williams FW16  | Renault RS6 V10 3.5             | G    | 2    | Nigel Mansell          | 7           |
| Williams-Renault Rothmans Williams Renault      | Williams FW16B | Renault RS6 V10 3.5             | G    | 0    | Damon Hill             | 9-16        |
| Williams-Renault Rothmans Williams Renault      | Williams FW16B | Renault RS6 V10 3.5             | G    | 2    | David Coulthard        | 9-13        |
| Williams-Renault Rothmans Williams Renault      | Williams FW16B | Renault RS6 V10 3.5             | G    | 2    | Nigel Mansell          | 14-16       |
| Tyrrell-Yamaha Tyrrell Racing Organisation      | Tyrrell 022    | Yamaha OX10B V10 3.5            | G    | 3    | Ukyo Katayama          | Sve         |
| Tyrrell-Yamaha Tyrrell Racing Organisation      | Tyrrell 022    | Yamaha OX10B V10 3.5            | G    | 4    | Mark Blundell          | Sve         |
| Benetton-Ford Cosworth Mild Seven Benetton Ford | Benetton B194  | Ford Cosworth EC Zetec-R V8 3.5 | G    | 5    | Michael Schumacher     | 1-11, 14-16 |
| Benetton-Ford Cosworth Mild Seven Benetton Ford | Benetton B194  | Ford Cosworth EC Zetec-R V8 3.5 | G    | 5    | JJ Lehto               | 12-13       |
| Benetton-Ford Cosworth Mild Seven Benetton Ford | Benetton B194  | Ford Cosworth EC Zetec-R V8 3.5 | G    | 6    | Jos Verstappen         | 1-2, 7-14   |
| Benetton-Ford Cosworth Mild Seven Benetton Ford | Benetton B194  | Ford Cosworth EC Zetec-R V8 3.5 | G    | 6    | JJ Lehto               | 3-6         |
| Benetton-Ford Cosworth Mild Seven Benetton Ford | Benetton B194  | Ford Cosworth EC Zetec-R V8 3.5 | G    | 6    | Johnny Herbert         | 15-16       |
| McLaren-Peugeot Marlboro McLaren Peugeot        | McLaren MP4/9  | Peugeot A6 V10 3.5              | G    | 7    | Mika Häkkinen          | 1-9, 11-16  |
| McLaren-Peugeot Marlboro McLaren Peugeot        | McLaren MP4/9  | Peugeot A6 V10 3.5              | G    | 7    | Philippe Alliot        | 10          |
| McLaren-Peugeot Marlboro McLaren Peugeot        | McLaren MP4/9  | Peugeot A6 V10 3.5              | G    | 8    | Martin Brundle         | Sve         |
| Footwork-Ford Cosworth Footwork Ford            | Footwork FA15  | Ford Cosworth HB V8 3.5         | G    | 9    | Christian Fittipaldi   | Sve         |
| Footwork-Ford Cosworth Footwork Ford            | Footwork FA15  | Ford Cosworth HB V8 3.5         | G    | 10   | Gianni Morbidelli      | Sve         |
| Lotus-Mugen Honda Team Lotus                    | Lotus 107C     | Mugen Honda MF-351HC V10 3.5    | G    | 11   | Pedro Lamy             | 1-4         |
| Lotus-Mugen Honda Team Lotus                    | Lotus 107C     | Mugen Honda MF-351HC V10 3.5    | G    | 11   | Alessandro Zanardi     | 5-6         |
| Lotus-Mugen Honda Team Lotus                    | Lotus 107C     | Mugen Honda MF-351HC V10 3.5    | G    | 12   | Johnny Herbert         | 1-4         |
| Lotus-Mugen Honda Team Lotus                    | Lotus 107C     | Mugen Honda MF-351HC V10 3.5    | G    | 12   | Alessandro Zanardi     | 14-16       |
| Lotus-Mugen Honda Team Lotus                    | Lotus 109      | Mugen Honda MF-351HC V10 3.5    | G    | 11   | Alessandro Zanardi     | 7-10, 12    |
| Lotus-Mugen Honda Team Lotus                    | Lotus 109      | Mugen Honda MF-351HC V10 3.5    | G    | 11   | Philippe Adams         | 11, 13      |
| Lotus-Mugen Honda Team Lotus                    | Lotus 109      | Mugen Honda MF-351HC V10 3.5    | G    | 11   | Éric Bernard           | 14          |
| Lotus-Mugen Honda Team Lotus                    | Lotus 109      | Mugen Honda MF-351HC V10 3.5    | G    | 11   | Mika Salo              | 15-16       |
| Lotus-Mugen Honda Team Lotus                    | Lotus 109      | Mugen Honda MF-351HC V10 3.5    | G    | 12   | Johnny Herbert         | 5-13        |
| Lotus-Mugen Honda Team Lotus                    | Lotus 109      | Mugen Honda MF-351HC V10 3.5    | G    | 12   | Alessandro Zanardi     | 14-16       |
| Jordan-Hart Sasol Jordan                        | Jordan 194     | Hart 1035 V10 3.5               | G    | 14   | Rubens Barrichello     | Sve         |
| Jordan-Hart Sasol Jordan                        | Jordan 194     | Hart 1035 V10 3.5               | G    | 15   | Eddie Irvine           | 1, 5-16     |
| Jordan-Hart Sasol Jordan                        | Jordan 194     | Hart 1035 V10 3.5               | G    | 15   | Aguri Suzuki           | 2           |
| Jordan-Hart Sasol Jordan                        | Jordan 194     | Hart 1035 V10 3.5               | G    | 15   | Andrea de Cesaris      | 3-4         |
| Larrousse-Ford Cosworth Tourtel Larrousse F1    | Larrousse LH94 | Ford Cosworth HB V8 3.5         | G    | 19   | Olivier Beretta        | 1-10        |
| Larrousse-Ford Cosworth Tourtel Larrousse F1    | Larrousse LH94 | Ford Cosworth HB V8 3.5         | G    | 19   | Philippe Alliot        | 11          |
| Larrousse-Ford Cosworth Tourtel Larrousse F1    | Larrousse LH94 | Ford Cosworth HB V8 3.5         | G    | 19   | Yannick Dalmas         | 12-13       |
| Larrousse-Ford Cosworth Tourtel Larrousse F1    | Larrousse LH94 | Ford Cosworth HB V8 3.5         | G    | 19   | Hideki Noda            | 14-16       |
| Larrousse-Ford Cosworth Tourtel Larrousse F1    | Larrousse LH94 | Ford Cosworth HB V8 3.5         | G    | 20   | Érik Comas             | 1-15        |
| Larrousse-Ford Cosworth Tourtel Larrousse F1    | Larrousse LH94 | Ford Cosworth HB V8 3.5         | G    | 20   | Jean-Denis Délétraz    | 16          |
| Minardi-Ford Cosworth Minardi Scuderia Italia   | Minardi M193B  | Ford Cosworth HB V8 3.5         | G    | 23   | Pierluigi Martini      | 1-5         |
| Minardi-Ford Cosworth Minardi Scuderia Italia   | Minardi M193B  | Ford Cosworth HB V8 3.5         | G    | 24   | Michele Alboreto       | 1-5         |
| Minardi-Ford Cosworth Minardi Scuderia Italia   | Minardi M194   | Ford Cosworth HB V8 3.5         | G    | 23   | Pierluigi Martini      | 6-16        |
| Minardi-Ford Cosworth Minardi Scuderia Italia   | Minardi M194   | Ford Cosworth HB V8 3.5         | G    | 24   | Michele Alboreto       | 1-16        |
| Ligier-Renault Ligier Gitanes Blondes           | Ligier JS39B   | Renault RS6 V10 3.5             | G    | 25   | Éric Bernard           | 1-13        |
| Ligier-Renault Ligier Gitanes Blondes           | Ligier JS39B   | Renault RS6 V10 3.5             | G    | 25   | Johnny Herbert         | 14          |
| Ligier-Renault Ligier Gitanes Blondes           | Ligier JS39B   | Renault RS6 V10 3.5             | G    | 25   | Franck Lagorce         | 15-16       |
| Ligier-Renault Ligier Gitanes Blondes           | Ligier JS39B   | Renault RS6 V10 3.5             | G    | 26   | Olivier Panis          | Sve         |
| Ferrari Scuderia Ferrari                        | Ferrari 412T1  | Ferrari 043 V12 3.5             | G    | 27   | Jean Alesi             | 1, 4-6      |
| Ferrari Scuderia Ferrari                        | Ferrari 412T1  | Ferrari 043 V12 3.5             | G    | 27   | Nicola Larini          | 2-3         |
| Ferrari Scuderia Ferrari                        | Ferrari 412T1  | Ferrari 043 V12 3.5             | G    | 28   | Gerhard Berger         | 1-6         |
| Ferrari Scuderia Ferrari                        | Ferrari 412T1B | Ferrari 043 V12 3.5             | G    | 27   | Jean Alesi             | 7-16        |
| Ferrari Scuderia Ferrari                        | Ferrari 412T1B | Ferrari 043 V12 3.5             | G    | 28   | Gerhard Berger         | 7-16        |
| Sauber-Mercedes Broker Sauber Mercedes          | Sauber C13     | Mercedes 2175B V10 3.5          | G    | 29   | Karl Wendlinger        | 1-4         |
| Sauber-Mercedes Broker Sauber Mercedes          | Sauber C13     | Mercedes 2175B V10 3.5          | G    | 29   | Andrea de Cesaris      | 6-14        |
| Sauber-Mercedes Broker Sauber Mercedes          | Sauber C13     | Mercedes 2175B V10 3.5          | G    | 29   | JJ Lehto               | 15-16       |
| Sauber-Mercedes Broker Sauber Mercedes          | Sauber C13     | Mercedes 2175B V10 3.5          | G    | 30   | Heinz-Harald Frentzen  | Sve         |
| Simtek-Ford Cosworth MTV Simtek Ford            | Simtek S941    | Ford Cosworth HB V8 3.5         | G    | 31   | David Brabham          | Sve         |
| Simtek-Ford Cosworth MTV Simtek Ford            | Simtek S941    | Ford Cosworth HB V8 3.5         | G    | 32   | Roland Ratzenberger    | 1-3         |
| Simtek-Ford Cosworth MTV Simtek Ford            | Simtek S941    | Ford Cosworth HB V8 3.5         | G    | 32   | Andrea Montermini      | 5           |
| Simtek-Ford Cosworth MTV Simtek Ford            | Simtek S941    | Ford Cosworth HB V8 3.5         | G    | 32   | Jean-Marc Gounon       | 7-13        |
| Simtek-Ford Cosworth MTV Simtek Ford            | Simtek S941    | Ford Cosworth HB V8 3.5         | G    | 32   | Domenico Schiattarella | 14, 16      |
| Simtek-Ford Cosworth MTV Simtek Ford            | Simtek S941    | Ford Cosworth HB V8 3.5         | G    | 32   | Taki Inoue             | 15          |
| Pacific-Ilmor Pacific Grand Prix Ltd            | Pacific PR01   | Ilmor 2175A V10 3.5             | G    | 33   | Paul Belmondo          | 3-4         |
| Pacific-Ilmor Pacific Grand Prix Ltd            | Pacific PR01   | Ilmor 2175A V10 3.5             | G    | 34   | Bertrand Gachot        | 1-5         |

## Utrke
|     | Utrka                                             | 1.                                        | 2.                                        | 3.                                    |
| --- | ------------------------------------------------- | ----------------------------------------- | ----------------------------------------- | ------------------------------------- |
|     |                                                   |                                           |                                           |                                       |
| 1.  | VN Brazila, Interlagos 27. ožujka 1994.           | Michael Schumacher Benetton-Ford Cosworth | Damon Hill Williams-Renault               | Jean Alesi Ferrari                    |
| 2.  | VN Pacifika, Aida 17. travnja 1994.               | Michael Schumacher Benetton-Ford Cosworth | Gerhard Berger Ferrari                    | Rubens Barrichello Jordan-Hart        |
| 3.  | VN San Marina, Imola 1. svibnja 1994.             | Michael Schumacher Benetton-Ford Cosworth | Nicola Larini Ferrari                     | Mika Häkkinen McLaren-Peugeot         |
| 4.  | VN Monaka, Monte Carlo 15. svibnja 1994.          | Michael Schumacher Benetton-Ford Cosworth | Martin Brundle McLaren-Peugeot            | Gerhard Berger Ferrari                |
| 5.  | VN Španjolske, Catalunya 29. svibnja 1994.        | Damon Hill Williams-Renault               | Michael Schumacher Benetton-Ford Cosworth | Mark Blundell Tyrrell-Yamaha          |
| 6.  | VN Kanade, Montreal 12. lipnja 1994.              | Michael Schumacher Benetton-Ford Cosworth | Damon Hill Williams-Renault               | Jean Alesi Ferrari                    |
| 7.  | VN Francuske, Magny-Cours 3. srpnja 1994.         | Michael Schumacher Benetton-Ford Cosworth | Damon Hill Williams-Renault               | Gerhard Berger Ferrari                |
| 8.  | VN Velike Britanije, Silverstone 10. srpnja 1994. | Damon Hill Williams-Renault               | Jean Alesi Ferrari                        | Mika Häkkinen McLaren-Peugeot         |
| 9.  | VN Njemačke, Hockenheim 31. srpnja 1994.          | Gerhard Berger Ferrari                    | Olivier Panis Ligier-Renault              | Eric Bernard Ligier-Renault           |
| 10. | VN Mađarske, Hungaroring 14. kolovoza 1994.       | Michael Schumacher Benetton-Ford Cosworth | Damon Hill Williams-Renault               | Jos Verstappen Benetton-Ford Cosworth |
| 11. | VN Belgije, Spa-Francorchamps 28. kolovoza 1994.  | Damon Hill Williams-Renault               | Mika Häkkinen McLaren-Peugeot             | Jos Verstappen Benetton-Ford Cosworth |
| 12. | VN Italije, Monza 11. rujna 1994.                 | Damon Hill Williams-Renault               | Gerhard Berger Ferrari                    | Mika Häkkinen McLaren-Peugeot         |
| 13. | VN Portugala, Estoril 25. rujna 1994.             | Damon Hill Williams-Renault               | David Coulthard Williams-Renault          | Mika Häkkinen McLaren-Peugeot         |
| 14. | VN Europe, Jerez 16. listopada 1994.              | Michael Schumacher Benetton-Ford Cosworth | Damon Hill Williams-Renault               | Mika Häkkinen McLaren-Peugeot         |
| 15. | VN Japana, Suzuka 6. studenog 1994.               | Damon Hill Williams-Renault               | Michael Schumacher Benetton-Ford Cosworth | Jean Alesi Ferrari                    |
| 16. | VN Australije, Adelaide 13. studenog 1994.        | Nigel Mansell Williams-Renault            | Gerhard Berger Ferrari                    | Martin Brundle McLaren-Peugeot        |
|     |                                                   |                                           |                                           |                                       |

## Konačni poredak

### Vozači
| Poz. | Vozač                  | BRA | PAC | SMR | MON | ESP | CAN | FRA | GBR | GER | HUN | BEL | ITA | POR | EUR | JPN | AUS | Bodovi |
| ---- | ---------------------- | --- | --- | --- | --- | --- | --- | --- | --- | --- | --- | --- | --- | --- | --- | --- | --- | ------ |
| 1.   | Michael Schumacher     | 1   | 1   | 1   | 1   | 2   | 1   | 1   | DSQ | Ret | 1   | DSQ | EX  | EX  | 1   | 2   | Ret | 92     |
| 2.   | Damon Hill             | 2   | Ret | 6   | Ret | 1   | 2   | 2   | 1   | 8   | 2   | 1   | 1   | 1   | 2   | 1   | Ret | 91     |
| 3.   | Gerhard Berger         | Ret | 2   | Ret | 3   | Ret | 4   | 3   | Ret | 1   | 12  | Ret | 2   | Ret | 5   | Ret | 2   | 41     |
| 4.   | Mika Häkkinen          | Ret | Ret | 3   | Ret | Ret | Ret | Ret | 3   | Ret | EX  | 2   | 3   | 3   | 3   | 7   | 12  | 26     |
| 5.   | Jean Alesi             | 3   |     |     | 5   | 4   | 3   | Ret | 2   | Ret | Ret | Ret | Ret | Ret | 10  | 3   | 6   | 24     |
| 6.   | Rubens Barrichello     | 4   | 3   | DNQ | Ret | Ret | 7   | Ret | 4   | Ret | Ret | Ret | 4   | 4   | 12  | Ret | 4   | 19     |
| 7.   | Martin Brundle         | Ret | Ret | 8   | 2   | 11  | Ret | Ret | Ret | Ret | 4   | Ret | 5   | 6   | Ret | Ret | 3   | 16     |
| 8.   | David Coulthard        |     |     |     |     | Ret | 5   |     | 5   | Ret | Ret | 4   | 6   | 2   |     |     |     | 14     |
| 9.   | Nigel Mansell          |     |     |     |     |     |     | Ret |     |     |     |     |     |     | Ret | 4   | 1   | 13     |
| 10.  | Jos Verstappen         | Ret | Ret |     |     |     |     | Ret | 8   | Ret | 3   | 3   | Ret | 5   | Ret |     |     | 10     |
| 11.  | Olivier Panis          | 11  | 9   | 11  | 9   | 7   | 12  | Ret | 12  | 2   | 6   | 7   | 10  | DSQ | 9   | 11  | 5   | 9      |
| 12.  | Mark Blundell          | Ret | Ret | 9   | Ret | 3   | 10  | 10  | Ret | Ret | 5   | 5   | Ret | Ret | 13  | Ret | Ret | 8      |
| 13.  | Heinz-Harald Frentzen  | Ret | 5   | 7   | DNQ | Ret | Ret | 4   | 7   | Ret | Ret | Ret | Ret | Ret | 6   | 6   | 7   | 7      |
| 14.  | Nicola Larini          |     | Ret | 2   |     |     |     |     |     |     |     |     |     |     |     |     |     | 6      |
| 15.  | Christian Fittipaldi   | Ret | 4   | 13  | Ret | Ret | DSQ | 8   | 9   | 4   | 14  | Ret | Ret | 8   | 17  | 8   | 8   | 6      |
| 16.  | Eddie Irvine           | Ret | EX  | EX  | EX  | 6   | Ret | Ret | Ret | Ret | Ret | 13  | Ret | 7   | 4   | 5   | Ret | 6      |
| 17.  | Ukyo Katayama          | 5   | Ret | 5   | Ret | Ret | Ret | Ret | 6   | Ret | Ret | Ret | Ret | Ret | 7   | Ret | Ret | 5      |
| 18.  | Eric Bernard           | Ret | 10  | 12  | Ret | 8   | 13  | Ret | 13  | 3   | 10  | 10  | 7   | 10  | 18  |     |     | 4      |
| 19.  | Karl Wendlinger        | 6   | Ret | 4   | DNQ |     |     |     |     |     |     |     |     |     |     |     |     | 4      |
| 19.  | Andrea de Cesaris      |     |     | Ret | 4   |     | Ret | 6   | Ret | Ret | Ret | Ret | Ret | Ret | Ret |     |     | 4      |
| 21.  | Pierluigi Martini      | 8   | Ret | Ret | Ret | 5   | 9   | 5   | 10  | Ret | Ret | 8   | Ret | 12  | 15  | Ret | 9   | 4      |
| 22.  | Gianni Morbidelli      | Ret | Ret | Ret | Ret | Ret | Ret | Ret | Ret | 5   | Ret | 6   | Ret | 9   | 11  | Ret | Ret | 3      |
| 23.  | Érik Comas             | 9   | 6   | Ret | 10  | Ret | Ret | 11  | Ret | 6   | 8   | Ret | 8   | Ret | Ret | 9   |     | 2      |
| 24.  | JJ Lehto               |     |     | Ret | 7   | Ret | 6   |     |     |     |     |     | 9   | Ret |     | Ret | 10  | 1      |
| 25.  | Michele Alboreto       | Ret | Ret | Ret | 6   | Ret | 11  | Ret | Ret | Ret | 7   | 9   | Ret | 13  | 14  | Ret | Ret | 1      |
| 26.  | Johnny Herbert         | 7   | 7   | 10  | Ret | Ret | 8   | 7   | 11  | Ret | Ret | 12  | Ret | 11  | 8   | Ret | Ret | 0      |
| 27.  | Olivier Beretta        | Ret | Ret | Ret | 8   | Ret | Ret | Ret | 14  | 7   | 9   |     |     |     |     |     |     | 0      |
| 28.  | Pedro Lamy             | 10  | 8   | Ret | 11  |     |     |     |     |     |     |     |     |     |     |     |     | 0      |
| 29.  | Jean-Marc Gounon       |     |     |     |     |     |     | 9   | 16  | Ret | Ret | 11  | Ret | 15  |     |     |     | 0      |
| 30.  | Alex Zanardi           |     |     |     |     | 9   | 15  | Ret | Ret | Ret | 13  |     | Ret |     | 16  | 13  | Ret | 0      |
| 31.  | David Brabham          | 12  | Ret | Ret | Ret | 10  | 14  | Ret | 15  | Ret | 11  | Ret | Ret | Ret | Ret | 12  | Ret | 0      |
| 32.  | Mika Salo              |     |     |     |     |     |     |     |     |     |     |     |     |     |     | 10  | Ret | 0      |
| 33.  | Roland Ratzenberger    | DNQ | 11  | DNS |     |     |     |     |     |     |     |     |     |     |     |     |     | 0      |
| 34.  | Franck Lagorce         |     |     |     |     |     |     |     |     |     |     |     |     |     |     | Ret | 11  | 0      |
| 35.  | Yannick Dalmas         |     |     |     |     |     |     |     |     |     |     |     | Ret | 14  |     |     |     | 0      |
| 36.  | Philippe Adams         |     |     |     |     |     |     |     |     |     |     | Ret |     | 16  |     |     |     | 0      |
| 37.  | Domenico Schiattarella |     |     |     |     |     |     |     |     |     |     |     |     |     | 19  |     | Ret | 0      |
| —    | Bertrand Gachot        | Ret | DNQ | Ret | Ret | Ret | Ret | DNQ | DNQ | DNQ | DNQ | DNQ | DNQ | DNQ | DNQ | DNQ | DNQ | 0      |
| —    | Ayrton Senna           | Ret | Ret | Ret |     |     |     |     |     |     |     |     |     |     |     |     |     | 0      |
| —    | Hideki Noda            |     |     |     |     |     |     |     |     |     |     |     |     |     | Ret | Ret | Ret | 0      |
| —    | Paul Belmondo          | DNQ | DNQ | DNQ | Ret | Ret | DNQ | DNQ | DNQ | DNQ | DNQ | DNQ | DNQ | DNQ | DNQ | DNQ | DNQ | 0      |
| —    | Philippe Alliot        |     |     |     |     |     |     |     |     |     | Ret | Ret |     |     |     |     |     | 0      |
| —    | Aguri Suzuki           |     | Ret |     |     |     |     |     |     |     |     |     |     |     |     |     |     | 0      |
| —    | Taki Inoue             |     |     |     |     |     |     |     |     |     |     |     |     |     |     | Ret |     | 0      |
| —    | Jean-Denis Deletraz    |     |     |     |     |     |     |     |     |     |     |     |     |     |     |     | Ret | 0      |
| —    | Andrea Montermini      |     |     |     |     | DNQ |     |     |     |     |     |     |     |     |     |     |     | 0      |
| Poz. | Vozač                  | BRA | PAC | SMR | MON | ESP | CAN | FRA | GBR | GER | HUN | BEL | ITA | POR | EUR | JPN | AUS | Bodovi |

| Boja       | Rezultat                   | Oznaka boje |
| ---------- | -------------------------- | ----------- |
| Zlato      | 1. mjesto                  | #FFFFBF     |
| Srebro     | 2. mjesto                  | #DFDFDF     |
| Bronca     | 3. mjesto                  | #FFDF9F     |
| Zeleno     | U cilju osvojivši bodove   | #DFFFDF     |
| Plavo      | U cilju bez bodova         | #CFCFFF     |
| Ljubičasto | Nije završio utrku (Ret)   | #EFCFFF     |
| Ljubičasto | Nije klasificiran (NC)     | #EFCFFF     |
| Crveno     | Nije se kvalificirao (DNQ) | #FFCFCF     |
| Crno       | Diskvalificaran (DSQ)      | #000000     |
| Bijelo     | Nije startao (DNS)         | #FFFFFF     |
| Bez boje   | Nije sudjelovao            |             |
| Bez boje   | Bolovanje (INJ)            |             |
| Bez boje   | Isključen (EX)             |             |

### Konstruktori
| Pozicija | Konstruktor             | Bodovi |
| -------- | ----------------------- | ------ |
| 1.       | Williams-Renault        | 118    |
| 2.       | Benetton-Ford Cosworth  | 103    |
| 3.       | Ferrari                 | 71     |
| 4.       | McLaren-Peugeot         | 42     |
| 5.       | Jordan-Hart             | 28     |
| 6.       | Ligier-Renault          | 13     |
| 7.       | Tyrrell-Yamaha          | 13     |
| 8.       | Sauber-Mercedes         | 12     |
| 9.       | Footwork-Ford Cosworth  | 9      |
| 10.      | Minardi-Ford Cosworth   | 5      |
| 11.      | Larrousse-Ford Cosworth | 2      |
| 12.      | Lotus-Mugen Honda       | 0      |
| 13.      | Simtek-Ford Cosworth    | 0      |
| 14.      | Pacific-Ilmor           | 0      |

## Kvalifikacije
| Poz. | BRA          | PAC          | SMR          | MON         | ŠPA         | KAN         | FRA         | VBR         | Poz. |
| ---- | ------------ | ------------ | ------------ | ----------- | ----------- | ----------- | ----------- | ----------- | ---- |
| 1.   | Senna        | Senna        | Senna        | Schumacher  | Schumacher  | Schumacher  | Hill        | Hill        | 1.   |
| 2.   | Schumacher   | Schumacher   | Schumacher   | Häkkinen    | Hill        | Alesi       | Mansell     | Schumacher  | 2.   |
| 3.   | Alesi        | Hill         | Berger       | Berger      | Häkkinen    | Berger      | Schumacher  | Berger      | 3.   |
| 4.   | Hill         | Häkkinen     | Hill         | Hill        | Lehto       | Hill        | Alesi       | Alesi       | 4.   |
| 5.   | Frentzen     | Berger       | Lehto        | Alesi       | Barrichello | Coulthard   | Berger      | Häkkinen    | 5.   |
| 6.   | Morbidelli   | Brundle      | Larini       | Fittipaldi  | Alesi       | Barrichello | Irvine      | Barrichello | 6.   |
| 7.   | Wendlinger   | Larini       | Frentzen     | Morbidelli  | Berger      | Häkkinen    | Barrichello | Coulthard   | 7.   |
| 8.   | Häkkinen     | Barrichello  | Häkkinen     | Brundle     | Brundle     | Irvine      | Verstappen  | Katayama    | 8.   |
| 9.   | Verstappen   | Fittipaldi   | Katayama     | Martini     | Coulthard   | Katayama    | Häkkinen    | Brundle     | 9.   |
| 10.  | Katayama     | Verstappen   | Wendlinger   | Blundell    | Katayama    | Frentzen    | Frentzen    | Verstappen  | 10.  |
| 11.  | Fittipaldi   | Frentzen     | Morbidelli   | Katayama    | Blundell    | Morbidelli  | De Cesaris  | Blundell    | 11.  |
| 12.  | Blundell     | Blundell     | Blundell     | Alboreto    | Frentzen    | Brundle     | Brundle     | Irvine      | 12.  |
| 13.  | Comas        | Morbidelli   | Brundle      | Comas       | Irvine      | Blundell    | Panis       | Frentzen    | 13.  |
| 14.  | Barrichello  | Katayama     | Martini      | De Cesaris  | Alboreto    | De Cesaris  | Katayama    | Martini     | 14.  |
| 15.  | Martini      | Alboreto     | Alboreto     | Barrichello | Morbidelli  | Martini     | Bernard     | Panis       | 15.  |
| 16.  | Irvine       | Comas        | Fittipaldi   | Herbert     | Comas       | Fittipaldi  | Martini     | Morbidelli  | 16.  |
| 17.  | Berger       | Martini      | Bernard      | Lehto       | Beretta     | Herbert     | Blundell    | Alboreto    | 17.  |
| 18.  | Brundle      | Bernard      | Comas        | Beretta     | Martini     | Alboreto    | Fittipaldi  | De Cesaris  | 18.  |
| 19.  | Panis        | Wendlinger   | Panis        | Lamy        | Panis       | Panis       | Herbert     | Zanardi     | 19.  |
| 20.  | Bernard      | Suzuki       | Herbert      | Panis       | Bernard     | Lehto       | Comas       | Fittipaldi  | 20.  |
| 21.  | Herbert      | Beretta      | De Cesaris   | Bernard     | Fittipaldi  | Comas       | Alboreto    | Herbert     | 21.  |
| 22.  | Alboreto     | Panis        | Lamy         | Brabham     | Herbert     | Beretta     | Morbidelli  | Comas       | 22.  |
| 23.  | Beretta      | Herbert      | Beretta      | Gachot      | Zanardi     | Zanardi     | Zanardi     | Bernard     | 23.  |
| 24.  | Lamy         | Lamy         | Brabham      | Belmondo    | Brabham     | Bernard     | Brabham     | Beretta     | 24.  |
| 25.  | Gachot       | Brabham      | Gachot       |             | Gachot      | Brabham     | Beretta     | Brabham     | 25.  |
| 26.  | Brabham      | Ratzenberger | Ratzenberger |             | Belmondo    | Gachot      | Gounon      | Gounon      | 26.  |
| 27.  | Ratzenberger | Gachot       | Belmondo     |             | Montermini  | Belmondo    | Gachot      | Gachot      | 27.  |
| 28.  | Belmondo     | Belmondo     | Barrichello  |             |             |             | Belmondo    | Belmondo    | 28.  |

| Poz. | NJE         | MAĐ         | BEL         | ITA         | POR         | EUR           | JAP         | AUS           | Poz. |
| ---- | ----------- | ----------- | ----------- | ----------- | ----------- | ------------- | ----------- | ------------- | ---- |
| 1.   | Berger      | Schumacher  | Barrichello | Alesi       | Berger      | Schumacher    | Schumacher  | Mansell       | 1.   |
| 2.   | Alesi       | Hill        | Schumacher  | Berger      | Hill        | Hill          | Hill        | Schumacher    | 2.   |
| 3.   | Hill        | Coulthard   | Hill        | Hill        | Coulthard   | Mansell       | Frentzen    | Hill          | 3.   |
| 4.   | Schumacher  | Berger      | Irvine      | Herbert     | Häkkinen    | Frentzen      | Mansell     | Häkkinen      | 4.   |
| 5.   | Katayama    | Katayama    | Alesi       | Coulthard   | Alesi       | Barrichello   | Herbert     | Barrichello   | 5.   |
| 6.   | Coulthard   | Brundle     | Verstappen  | Panis       | Katayama    | Berger        | Irvine      | Irvine        | 6.   |
| 7.   | Blundell    | Irvine      | Coulthard   | Häkkinen    | Brundle     | Herbert       | Alesi       | Herbert       | 7.   |
| 8.   | Häkkinen    | Frentzen    | Häkkinen    | De Cesaris  | Barrichello | Morbidelli    | Häkkinen    | Alesi         | 8.   |
| 9.   | Frentzen    | Panis       | Frentzen    | Irvine      | Frentzen    | Häkkinen      | Brundle     | Brundle       | 9.   |
| 10.  | Irvine      | Barrichello | Martini     | Verstappen  | Verstappen  | Irvine        | Barrichello | Frentzen      | 10.  |
| 11.  | Barrichello | Blundell    | Berger      | Frentzen    | Fittipaldi  | Panis         | Berger      | Berger        | 11.  |
| 12.  | Panis       | Verstappen  | Blundell    | Bernard     | Blundell    | Verstappen    | Morbidelli  | Panis         | 12.  |
| 13.  | Brundle     | Alesi       | Brundle     | Zanardi     | Irvine      | Katayama      | Blundell    | Blundell      | 13.  |
| 14.  | Bernard     | Alliot      | Morbidelli  | Katayama    | Lehto       | Blundell      | Katayama    | Zanardi       | 14.  |
| 15.  | Herbert     | Martini     | De Cesaris  | Brundle     | Panis       | Brundle       | Lehto       | Katayama      | 15.  |
| 16.  | Morbidelli  | Fittipaldi  | Bernard     | Barrichello | Morbidelli  | Alesi         | Martini     | Alboreto      | 16.  |
| 17.  | Fittipaldi  | De Cesaris  | Panis       | Morbidelli  | De Cesaris  | Martini       | Zanardi     | Lehto         | 17.  |
| 18.  | De Cesaris  | Bernard     | Alboreto    | Martini     | Martini     | De Cesaris    | Fittipaldi  | Martini       | 18.  |
| 19.  | Verstappen  | Morbidelli  | Alliot      | Fittipaldi  | Alboreto    | Fittipaldi    | Panis       | Fittipaldi    | 19.  |
| 20.  | Martini     | Alboreto    | Herbert     | Lehto       | Herbert     | Alboreto      | Lagorce     | Lagorce       | 20.  |
| 21.  | Zanardi     | Comas       | Brabham     | Blundell    | Bernard     | Zanardi       | Alboreto    | Morbidelli    | 21.  |
| 22.  | Comas       | Zanardi     | Comas       | Alboreto    | Comas       | Bernard       | Comas       | Salo          | 22.  |
| 23.  | Alboreto    | Brabham     | Katayama    | Dalmas      | Dalmas      | Comas         | Noda        | Noda          | 23.  |
| 24.  | Beretta     | Herbert     | Fittipaldi  | Comas       | Brabham     | Noda          | Brabham     | Brabham       | 24.  |
| 25.  | Brabham     | Beretta     | Gounon      | Gounon      | Adams       | Brabham       | Salo        | Deletraz      | 25.  |
| 26.  | Gounon      | Gounon      | Adams       | Brabham     | Gounon      | Schiattarella | Inoue       | Schiattarella | 26.  |
| 27.  | Belmondo    | Gachot      | Gachot      | Gachot      | Gachot      | Gachot        | Gachot      | Belmondo      | 27.  |
| 28.  | Gachot      | Belmondo    | Belmondo    | Belmondo    | Belmondo    | Belmondo      | Belmondo    | Gachot        | 28.  |

Vozači na 27. i 28. mjestu se nisu kvalificirali za utrku.
 VN San Marina
- Roland Ratzenberger nije startao utrku.

 VN Španjolske
- Olivier Beretta nije startao utrku.

 VN Velike Britanije
- Eddie Irvine nije startao utrku.

## Statistike
| Vozač              | Postolja  | Postolja  | Postolja  | Prvo startno mjesto | Najbrži krug | Krugovi u vodstvu |
| Vozač              | 1. mjesto | 2. mjesto | 3. mjesto | Prvo startno mjesto | Najbrži krug | Krugovi u vodstvu |
| ------------------ | --------- | --------- | --------- | ------------------- | ------------ | ----------------- |
| Michael Schumacher | 8         | 2         | -         | 6                   | 8            | 646               |
| Damon Hill         | 6         | 5         | -         | 2                   | 6            | 211               |
| Gerhard Berger     | 1         | 3         | 2         | 2                   | -            | 78                |
| Nigel Mansell      | 1         | -         | -         | 1                   | -            | 36                |
| Mika Häkkinen      | -         | 1         | 5         | -                   | -            | 12                |
| Jean Alesi         | -         | 1         | 3         | 1                   | -            | 18                |
| Martin Brundle     | -         | 1         | 1         | -                   | -            | -                 |
| David Coulthard    | -         | 1         | -         | -                   | -            | 16                |
| Nicola Larini      | -         | 1         | -         | -                   | -            | -                 |
| Olivier Panis      | -         | 1         | -         | -                   | -            | -                 |
| Jos Verstappen     | -         | -         | 2         | -                   | -            | -                 |
| Rubens Barrichello | -         | -         | 1         | 1                   | -            | 3                 |
| Mark Blundell      | -         | -         | 1         | -                   | -            | -                 |
| Eric Bernard       | -         | -         | 1         | -                   | -            | -                 |
| Ayrton Senna       | -         | -         | -         | 3                   | -            | 26                |

| Konstruktor      | Postolja  | Postolja  | Postolja  | Prvo startno mjesto | Najbrži krug | Krugovi u vodstvu |
| Konstruktor      | 1. mjesto | 2. mjesto | 3. mjesto | Prvo startno mjesto | Najbrži krug | Krugovi u vodstvu |
| ---------------- | --------- | --------- | --------- | ------------------- | ------------ | ----------------- |
| Benetton-Ford    | 8         | 2         | 2         | 6                   | 8            | 646               |
| Williams-Renault | 7         | 6         | -         | 3                   | 6            | 263               |
| Ferrari          | 1         | 5         | 5         | 3                   | -            | 96                |
| McLaren-Peugeot  | -         | 2         | 6         | -                   | -            | 12                |
| Ligier-Renault   | -         | 1         | 1         | -                   | -            | -                 |
| Jordan-Hart      | -         | -         | 1         | 1                   | -            | 3                 |
| Tyrrell-Yamaha   | -         | -         | 1         | -                   | -            | -                 |

### Vodeći vozač i konstruktor u prvenstvu
U rubrici bodovi, prikazana je bodovna prednost vodećeg vozača / konstruktora ispred drugoplasiranog, dok je žutom bojom označena utrka na kojoj je vozač / konstruktor osvojio naslov prvaka.
| Utrka               | Vozač              | Bodovi |
| ------------------- | ------------------ | ------ |
| VN Brazila          | Michael Schumacher | 4      |
| VN Pacifika         | Michael Schumacher | 13     |
| VN San Marina       | Michael Schumacher | 23     |
| VN Monaka           | Michael Schumacher | 30     |
| VN Španjolske       | Michael Schumacher | 29     |
| VN Kanade           | Michael Schumacher | 33     |
| VN Francuske        | Michael Schumacher | 37     |
| VN Velike Britanije | Michael Schumacher | 27     |
| VN Njemačke         | Michael Schumacher | 27     |
| VN Mađarske         | Michael Schumacher | 31     |
| VN Belgije          | Michael Schumacher | 21     |
| VN Italije          | Michael Schumacher | 11     |
| VN Portugala        | Michael Schumacher | 1      |
| VN Europe           | Michael Schumacher | 5      |
| VN Japana           | Michael Schumacher | 1      |
| VN Australije       | Michael Schumacher | 1      |

| Utrka               | Konstruktor      | Bodovi |
| ------------------- | ---------------- | ------ |
| VN Brazila          | Benetton-Ford    | 4      |
| VN Pacifika         | Benetton-Ford    | 10     |
| VN San Marina       | Benetton-Ford    | 14     |
| VN Monaka           | Benetton-Ford    | 18     |
| VN Španjolske       | Benetton-Ford    | 21     |
| VN Kanade           | Benetton-Ford    | 25     |
| VN Francuske        | Benetton-Ford    | 31     |
| VN Velike Britanije | Benetton-Ford    | 24     |
| VN Njemačke         | Benetton-Ford    | 15     |
| VN Mađarske         | Benetton-Ford    | 29     |
| VN Belgije          | Benetton-Ford    | 23     |
| VN Italije          | Benetton-Ford    | 12     |
| VN Portugala        | Williams-Renault | 2      |
| VN Europe           | Benetton-Ford    | 2      |
| VN Japana           | Williams-Renault | 5      |
| VN Australije       | Williams-Renault | 15     |

## Vanjske poveznice
Formula 1 1994. - Stats F1